# São Paulo Futebol Clube 1993
Questa voce raccoglie le informazioni riguardanti il São Paulo Futebol Clube nelle competizioni ufficiali della stagione 1993.

## Stagione
Il San Paolo ottiene tre trofei internazionali nell'annata 1993: le vittorie in Libertadores e in Intercontinentale fanno seguito a quelle ottenute nelle stesse competizioni nella stagione precedente. Nel campionato nazionale si ferma al secondo turno: dopo aver passato il primo girone grazie al secondo posto ottenuto in 14 partite, in seconda fase viene eliminato,in quanto il 2º posto su 4 partecipanti al gruppo F lo esclude dalla finale. Il San Paolo lascia le competizioni più piccoli come la Coppa del Brasile in secondo piano.
In àmbito internazionale partecipa a quattro tornei, vincendone tre. La Coppa Libertadores lo vede accedere direttamente agli ottavi in qualità di campione in carica: battendo il Newell's Old Boys passa ai quarti. Ottiene l'accesso alle semifinali grazie alla vittoria sul Flamengo. Superando il Cerro Porteño arriva in finale: decisiva per la vittoria del trofeo risulterà la vittoria dell'andata per 5-1 sui contendenti dell'Universidad Católica, che in casa a Santiago del Cile vincono 2-1. Il successo in Supercoppa Sudamericana viene conseguito grazie ai tiri di rigore, che determinano la vittoria sul Flamengo per 5-3 dopo i due pareggi per 2-2 ottenuti nelle due gare della finale. La partecipazione alla Copa de Oro è l'unica infruttuosa. La manifestazione, che riunisce le squadre vincitrici delle competizioni CONMEBOL del 1992, abbina San Paolo e Boca Juniors in semifinale: gli argentini vincono per 1-0 all'andata e pareggiano 1-1 al ritorno, qualificandosi alla finale. In Coppa Intercontinentale il club brasiliano supera il Milan per 3-2: decisivo è il gol di Müller all'87º minuto.

## Maglie e sponsor
| Casa | Trasferta |

## Rosa
| N. |                    | Ruolo | Calciatore   |
| -- | ------------------ | ----- | ------------ |
|    | Brasile (bandiera) | P     | Gilberto     |
|    | Brasile (bandiera) | P     | Rogério Ceni |
|    | Brasile (bandiera) | P     | Zetti        |
|    | Brasile (bandiera) | D     | André Luiz   |
|    | Brasile (bandiera) | D     | Cafu         |
|    | Brasile (bandiera) | D     | Gilmar       |
|    | Brasile (bandiera) | D     | Jura         |
|    | Brasile (bandiera) | D     | Leonardo     |
|    | Brasile (bandiera) | D     | Ronaldão     |
|    | Brasile (bandiera) | D     | Ronaldo Luís |
|    | Brasile (bandiera) | D     | Válber       |
|    | Brasile (bandiera) | C     | Dinho        |
|    | Brasile (bandiera) | C     | Doriva       |
|    | Brasile (bandiera) | C     | Emerson      |

| N. |                    | Ruolo | Calciatore         |
| -- | ------------------ | ----- | ------------------ |
|    | Brasile (bandiera) | C     | Luiz Carlos Goiano |
|    | Uruguay (bandiera) | C     | Gustavo Matosas    |
|    | Brasile (bandiera) | C     | Palhinha           |
|    | Brasile (bandiera) | C     | Pintado            |
|    | Brasile (bandiera) | C     | Raí                |
|    | Brasile (bandiera) | C     | Toninho Cerezo     |
|    | Brasile (bandiera) | A     | Catê               |
|    | Brasile (bandiera) | A     | Elivélton          |
|    | Brasile (bandiera) | A     | Guilherme          |
|    | Brasile (bandiera) | A     | Jamelli            |
|    | Brasile (bandiera) | A     | Müller             |
|    | Brasile (bandiera) | A     | Vaguinho           |
|    | Brasile (bandiera) | A     | Valdeir            |

## Statistiche

### Statistiche di squadra
| Competizione            | Punti | Totale | Totale | Totale | Totale | Totale | Totale |
| Competizione            | Punti | G      | V      | N      | P      | Gf     | Gs     |
| ----------------------- | ----- | ------ | ------ | ------ | ------ | ------ | ------ |
| Campionato nazionale    | 20    | 26     | 9      | 8      | 3      | 27     | 17     |
| Campionato Paulista     | 47    | 36     | 20     | 7      | 9      | 67     | 30     |
| Coppa del Brasile       | 6     | 6      | 2      | 2      | 2      | 11     | 9      |
| Libertadores            | 10    | 8      | 4      | 2      | 2      | 13     | 5      |
| Supercoppa Sudamericana | 10    | 8      | 3      | 4      | 1      | 12     | 9      |
| Copa de Oro             | 1     | 2      | 0      | 1      | 1      | 1      | 2      |
| Totale                  | 82    | 86     | 38     | 24     | 18     | 131    | 72     |